# ولیکه پتسه
ولیکه پتسه (اسلوونیایی: Velike Pece) یک زیستگاه انسانی در اسلوونی است که در Ivančna Gorica Municipality واقع شده‌است.

## خصوصیات
ولیکه پتسه ۲٫۱۹ کیلومترمربع مساحت و ۸۵ نفر جمعیت دارد و ۳۱۰٫۴ متر بالاتر از سطح دریا واقع شده‌است.